# ريداء (السليل)
ريداء، هي قرية من فئة (ب) تقع في محافظة السليل، والتابعة لمنطقة الرياض في السعودية. وتبعد ريداء عن محافظة السليل بمسافة تقارب () كم.